# Opposizione (politica)
L'opposizione, nella terminologia della politica, indica una rappresentanza politica che in un sistema decisionale non copre la maggioranza dei decisori e che spesso si assume l'impegno o obbligo come alternativa di governo alla maggioranza parlamentare o consiliare. Il termine viene usato in ambito politico per indicare le forze politiche che non esercitano il potere esecutivo, ma generalmente si oppongono alle decisioni di questo. Nell'ambito delle organizzazioni non prettamente politiche, l'opposizione indica l'insieme di chi esprime una opinione condivisa solo da una parte minoritaria.

## Descrizione

### Opposizione parlamentare e democrazia diretta
Altri strumenti di opposizione, poco diffusi nei Paesi di Common Law, sono il referendum e l'iniziativa popolare, strumenti di democrazia diretta, che servono alle forze politiche che non hanno i numeri per condizionare il percorso legislativo dei provvedimenti governativi.
Questi strumenti hanno maggiore forza poiché non sono solo strumenti di informazione e controllo, ma incidono nell'attività della maggioranza. In questo modo, sono tutelate le minoranze, ed è considerato il fatto che un partito può essere maggioritario in Parlamento e minoritario nelle piazze.

### L'opposizione nei sistemi bipolari ed in quelli multipartitici
Nei sistemi politici bipolari o bipartitici con forma di governo parlamentare, c'è un capo (o leader) dell'opposizione: è il leader del partito o della coalizione che detiene il maggior numero di seggi parlamentari dopo il partito o la coalizione che, avendo vinto le elezioni, è al governo.
Una figura del genere può essere teoricamente individuata anche nei sistemi multipartitici, ma sarebbe normalmente priva di particolare significato, poiché in questi sistemi l'opposizione è di solito frammentata in una pluralità di partiti disomogenei dal punto di vista ideologico e il partito più consistente tra quelli che la costituiscono non è in alcun modo rappresentativo dell'intera opposizione. Ciò non toglie che a livello informale, soprattutto nel linguaggio giornalistico, il termine venga talvolta utilizzato anche nei sistemi multipartitici per designare il leader di un partito d'opposizione di particolare rilevanza.

### L'opposizione controllata (o “di facciata”) nei sistemi monopartitici o illiberali
Nei regimi di monopartitismo o democrazia illiberale, l'opposizione è spesso creata artificiosamente o assai depotenziata, al fine di evitare ingerenze realmente tangibili sull’azione di governo, venendo per questo chiamata “opposizione controllata”. Generalmente quest’ultima si verifica nella forma di un partito politico, coalizione, associazione o un gruppo parlamentare che si pone giuridicamente nell’area spettante all'opposizione, ma che alla fine è, o consapevolmente o inevitabilmente, completamente inefficace nella sua azione per carenza di mezzi e di un equilibrato o onesto piano competitivo, ed è per questo sottoposto ai partiti al potere, direttamente o indirettamente.
Esempi principali includono l'opposizione sistematica russa alla Duma di Stato e i "partiti democratici" della Repubblica Popolare Cinese.
Dai media, spesso questo termine viene utilizzato per criticare le forze di opposizione che, divise internamente, risultino inefficaci a contrastare l’indirizzo politico della maggioranza, anche a seguito un importante shock elettorale.

## Nel Regno Unito
Il primo riconoscimento ufficiale al ruolo dell'opposizione avviene nel Regno Unito, nel 1831 con la Majesty's Loyal Opposition. A partire dal 1987, viene assegnato a leader del maggior partito di opposizione un ruolo particolare, indicato dalla corresponsione di un onorario proprio del ruolo che occupa. A partire dal 1975, sono fornite strutture logistiche, uffici e considerevoli risorse finanziarie.
Nel Regno Unito e nei sistemi che ne hanno adottato il modello costituzionale (India, Canada, Australia, Nuova Zelanda, altri stati del Commonwealth ecc.) l'opposizione  e il suo leader ha uno status ufficiale, disciplinato dalla stessa costituzione. In questi sistemi il maggior partito di opposizione è qualificato official opposition (opposizione ufficiale). Il leader dell'opposizione è considerato come una sorta di primo ministro alternativo, che deve essere consultato da quello in carica per alcune nomine o decisioni bipartisan, ed è a capo del cosiddetto governo ombra (shadow cabinet) costituito da parlamentari dell'opposizione incaricati di seguire da vicino, proprio come un'ombra (donde il nome), l'attività dei corrispondenti ministri del governo in carica. Compito del governo ombra è svolgere un'azione critica verso le decisioni del governo in carica, proponendo alternative. Normalmente se il partito di opposizione vince le elezioni, il leader dell'opposizione diventa primo ministro e i membri del governo ombra vanno ad occupare i corrispondenti posti nel governo in carica.
A differenza dei sistemi bipartitici sopra ricordati, riconducibili al cosiddetto sistema Westminster, in altri sistemi bipartitici o bipolari il leader dell'opposizione e l'eventuale governo ombra non hanno di solito uno status ufficiale.

### Calendarizzazione dei lavori
Il leader dell'opposizione  ha il potere di definire l'agenda dei lavori parlamentari e per 20 giorni in ogni sessione, con precedenza sugli argomenti del governo. La calendarizzazione delle leggi è un aspetto fondamentale disciplinato nei regolamenti parlamentari.

### Question time
I parlamentari dell'opposizione hanno facoltà di porre da due a sei interrogazioni al Governo nel giorno destinato al question time (il mercoledì). Durante il question time hanno luogo i "faccia a faccia" tra il capo del governo e il leader dell'opposizione che, a partire dal 1997, durano 30 minuti. I dibattiti sono trasmessi in televisione e l'esito di queste tribune può essere determinante per l'immagine del premier come risulta dai sondaggi, e nelle elezioni successive. La presenza del Governo in aula per il question time è un atto dovuto verso l'opposizione. È insufficiente la presenza di sottosegretari o delegati. Chi presiede la seduta in funzione di speaker deve essere un conduttore imparziale del dibattito, "agire servendo il Parlamento e non il Governo".

### Commissioni di controllo e garanzia
All'opposizione è generalmente affidata la presidenza di commissioni parlamentari di vigilanza, controllo e garanzia, come quelle sull'operato del servizio segreto civile e di quello militare.

## In Italia
Anche nei sistemi non bipartitici si è posto il problema di un riconoscimento delle opposizioni; "la questione dell’attribuzione della presidenza delle commissioni di vigilanza alle forze di opposizione, come è noto, risulta più controversa, essendo le letture interpretative relative a questo passaggio ancora molto diverse, al punto da determinare un difficile processo di insediamento anche dopo la vittoria cristallina del centro-destra, nel 2001".